# Сарайка (приток Кусы)
Сарайка (устар. Биткалы) — река в России, протекает по Челябинской области. Устье реки находится в 3,1 км по правому берегу реки Куса (Кусинский пруд). Длина реки составляет 17 км.

## Данные водного реестра
По данным государственного водного реестра России относится к Камскому бассейновому округу, водохозяйственный участок реки — Ай от истока и до устья, речной подбассейн реки — Белая. Речной бассейн реки — Кама.
Код объекта в государственном водном реестре — 10010201012111100021665.